# Krasyliv (huyện)
Huyện Krasyliv (tiếng Ukraina: Красилівський район, chuyển tự: Krasylivs’kyi raion) là một huyện của tỉnh Khmelnytskyi thuộc Ukraina. Huyện Krasyliv có diện tích 1181 kilômét vuông, dân số theo điều tra dân số ngày 5 tháng 12 năm 2001 là 61319 người với mật độ 52 người/km2. Trung tâm huyện nằm ở Krasyliv.